# Technorati
Technorati（テクノラティ、テクノラーティ）は、ブログを検索対象とするブログ検索エンジン。2006年7月現在、4940万件のブログから検索可能。Google、Yahoo!、Ask.com、PubSub、IceRocketなどと競合する。
2003年7月、Dave Sifryにより設立された。本社はアメリカ合衆国サンフランシスコ所在。Tantek Çelikがチーフ・テクノロジストを務める。2006年7月24日、設立3周年を記念し、サービスが新しいバージョンにアップデートされた。
テクノラティジャパンという日本法人もあり、同社運営サイトで日本語でもブログ検索ができた。。
キーワード検索、URL検索、タグ検索と3つの検索方法があるほか、ブログで話題の本やニュース、動画などのランキングを提供している。
- キーワード検索（検索ボックスにキーワードを入れるとそのキーワードを含むブログを全て表示）
- URL検索（検索ボックスにURlを入れるとそのURLに対してリンクしているブログを全て表示）
- タグ検索（検索ボックスにタグワードを入れるとそのタグをつけているブログを全て表示）

Technoratiは現在、中国政府のインターネット検閲（中国のネット検閲）によりブロックされている。
また、同サービスの日本語サイトはネットスターにより有害サイト(カテゴリ：コミュニティ\掲示板)としてブラックリスト登録されている。
テクノラティジャパンは2009年10月14日、「10月23日（金）12:00をもちまして、テクノラティジャパンのサービスを全て終了」するとの発表を行った。同社によると「国内サービス開始以来、日本のブログ界に貢献し、ブロガーの皆様とともにブログを収益化することを目指してまいりましたが、米国テクノラティ社の事業方針の変更に伴い、日本語システムの開発及びサポートの継続が困難になったことにより、今回のテクノラティジャパンの全サービス停止の決定にいたりました」と述べて、サービス終了への判断に至った経緯を説明している。
テクノラティジャパンはJASDAQ上場のベンチャーキャピタル系企業、デジタルガレージが国内法人を設立した上で、運営を続けてきたもので、2008年末以降の広告不況の影響を受けて、不採算ビジネスから撤退の方針を打ち出したことが、テクノラティジャパンのサービス終了へとつながったものとみられている。
2018年現在、本体にあたる英語版も既に閉鎖されている事が確認できる。